# ネパール社会党
ネパール社会党（ ネパール語: समाजवादी पार्टी, नेपाल    、 英語: Socialist Party of Nepal）は、ネパールに存在した政党。略称はSPN。ネパール連邦議会ではネパール会議派およびネパール共産党に次いで3番目に大きい政党。
2020年8月23日、国家人民党ネパールと合併し、人民社会党ネパールを発足させた。

## 概要
ネパールナヤ・シャクティ党とネパール連邦社会主義フォーラムが2019年5月に統合してできた政党。党首は、かつて首相（首相当時は、マオイスト所属）を務めたバーブラーム・バッタライ。また、ネパール連邦社会主義フォーラムは、マデシ人権フォーラム（正しくは「マデシ人民の権利フォーラム」と訳すべきであるが、日本ではこの訳が定着してしまった。かつてマデス地方の人々の利益を代表する地域政党。）とネパール連邦社会党とカス・サマベシ党（Khas Samabeshi Party）が2015年6月に統合してできた政党であった。
ネパールの連邦社会主義フォーラムの旗と選挙のシンボルを使用している。  

## リーダーシップ
- 連邦評議会の議長： バブラム・バッタライ [4]

- 中央委員会委員長： Upendra Yadav [4]

- シニアリーダー： Ashok Rai
- 共同議長：Rajendra Shrestha
- 副議長（8）：ナバラジ・スベディ、パルシュラム・カプン、ユバラジ・カルキ、ラカム・ケムジョン、レヌ・クマリ ・ヤダブ 、 ラル・バブ・ラウト 、 ヒシラ・ヤミ 、ヘム・ラジ・ライ
- 書記長（3）：ガンガナラヤンシュレスタ、ラナダワジカンダンバ、およびラムサヘイプラサドヤダブ
- 副事務総長（3）：ダンバルハティワダ、ダンバハドゥールビシュウォカルマ、プラカシュアディカリ
- 秘書（6）：Mohammad Istiyak Rai、Durga Sob、Parshuram Basnet、およびPrashant Singh。 空いている2。
- 会計係：Bijay Kumar Yadav

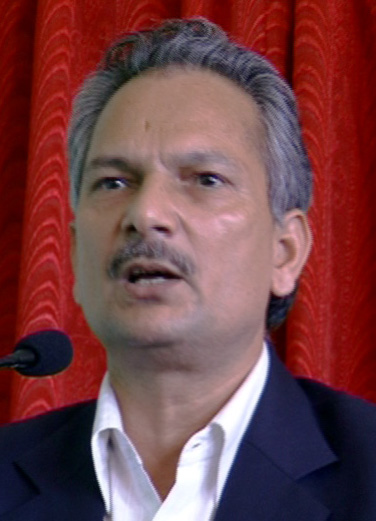
バブラム・バッタライ 、党議長

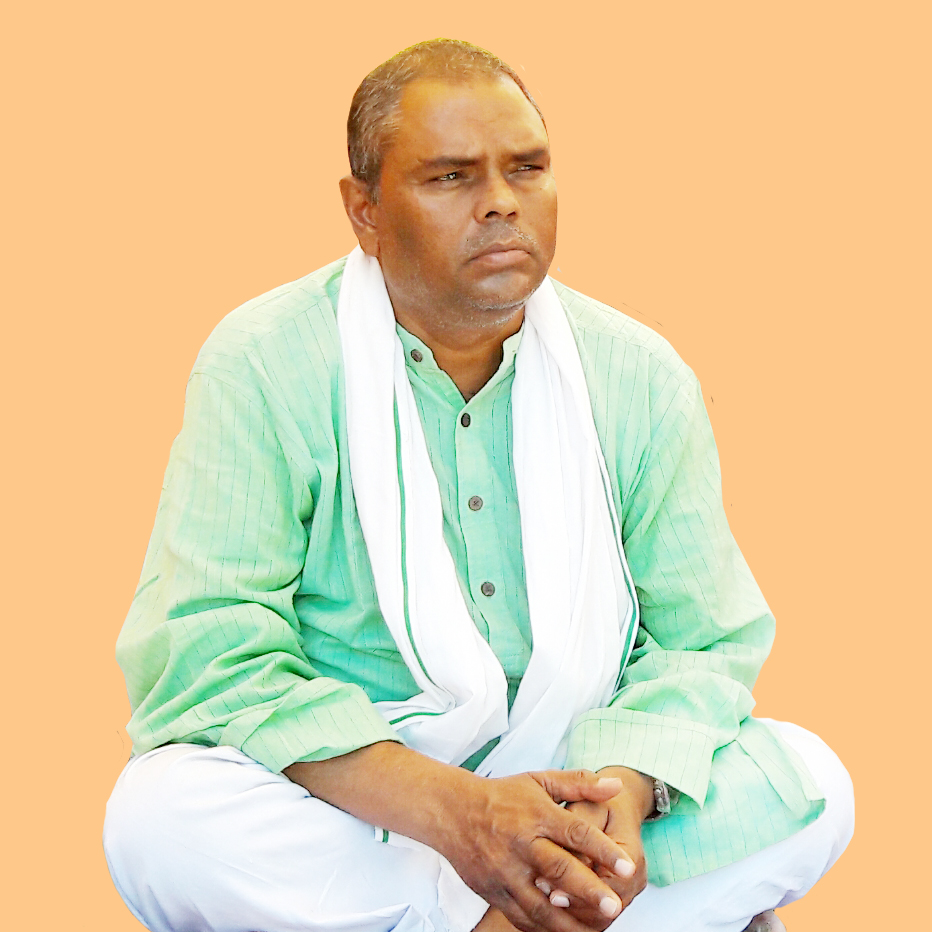
Upendra Yadav 、党の議長

## 連邦議会でのプレゼンス
| 選挙   | リーダー           | 座席数   | ポジション |
| ------ | ------------------ | -------- | ---------- |
| 2017年 | ウペンドラ・ヤダブ | 17 / 275 | 3rd        |

## さまざまな州での存在
合併前に連邦社会主義フォーラム、ネパールの中州議会で表現された地方1 、 2および5のに対し、 ナヤシャクティパーティー、ネパールの中で表現された地方3および4 。 このリストは、両当事者の組み合わせ。 
| 州              | 座席数   | 選挙の年 |
| --------------- | -------- | -------- |
| 州番号1         | 3 / 93   | 2017     |
| Province No. 2  | 29 / 107 | 2017     |
| Province No. 3  | 1 / 110  | 2017     |
| Gandaki Pradesh | 2 / 60   | 2017     |
| Province No. 5  | 5 / 87   | 2017     |